# Украинская культура

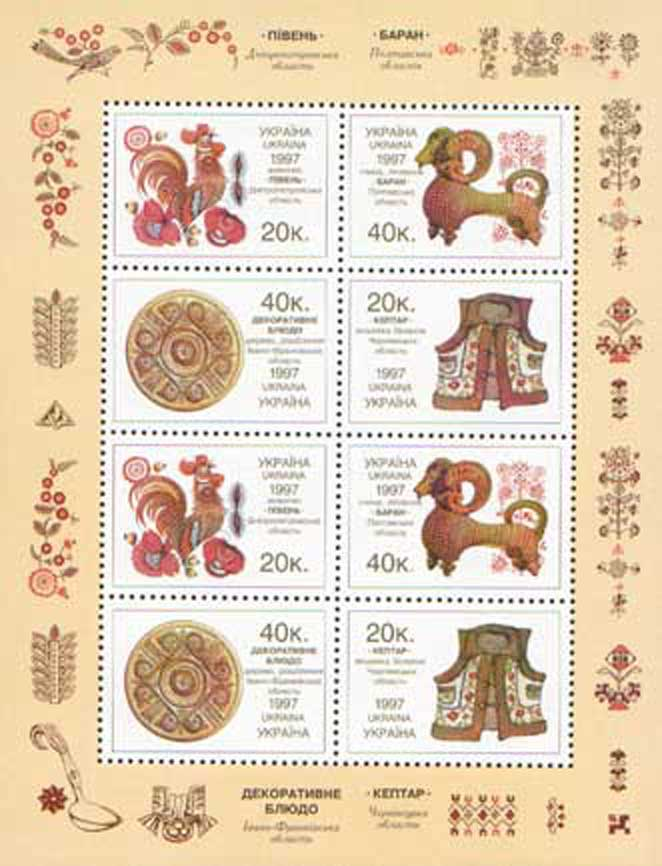
«Марочный лист „Народное творчество Украины“», Украина, 1997

Украинская культура (укр. Українська культура) — культура украинского народа.
Для украинской национальной культуры основополагающей и базовой является народная культура, на основе которой постепенно сформировались профессиональные наука, литература, искусство.
Своеобразие украинской культуры определили также влияния географических условий, особенности исторического пути, а также взаимодействие с другими этнокультурами. Важным историческим этапом развития культуры стало принятие христианства в X веке.

## Общая характеристика
Украинская культура на протяжении длительных периодов своей истории развивалась как народная. В ней большое место занимали фольклор, народные традиции, которые придавали ей особое очарование и колорит. Особенно ярко это проявилось в искусстве — народных думах, песнях, танцах, декоративно-прикладном искусстве. Именно благодаря сохранению и продолжению традиций, корни которых восходят к культуре Киевской Руси, стал возможным подъём украинской культуры и в XVI—XVII вв., и культурное возрождение в XIX веке.
Вследствие трудностей исторического пути Украины (монголо-татарское завоевание в XIII веке, польско-литовская экспансия в XIV—XVI веках, зависимость от Российской и Австрийской империй в XIX—XX веках) в украинской традиции народная культура сыграла исключительную роль. Это произошло, так как в XVI веке, когда феодально-боярская знать приняла католичество и польскую культуру, и к концу XVIII века, когда верх казацкой старшины[прояснить] был русифицирован, украинское общество развивалось в значительной мере без полноценной национальной культурной элиты.

В то же время ощутимы и отрицательные последствия такого характера развития украинской национальной культуры. В течение длительного времени много талантливых людей, которые родились и выросли на Украине, затем покидали её, связывали свою дальнейшую жизнь и творчество с русской, польской и другими культурами. Кроме того, прогресс в области естественных наук был выражен слабее, чем в гуманитарной.
Вместе с тем, самобытная и старинная система образования, которая достигла своего расцвета во время Казачества и обеспечила практически сплошную грамотность населения, давняя традиция книгописания, ориентированность на ведущие центры Европы, в частности на византийские культурные традиции, а также как центра наук и высшего образования, благодаря развитой сети коллегиумов, Острожской и Киево-Могилянской академии; меценатство и государственная поддержка культуры рядом выдающихся государственников — Константином Острожским, Петром Конашевичем-Сагайдачным, Иваном Мазепой и др. — всё это позволило поднять украинскую культуру на мировой уровень, создать ряд классических шедевров в области книгопечатания, архитектуры, литературы, достичь значительных успехов в науке.

## История

### Истоки
На территории современной Украины археологами найдено многочисленное количество культур, охватывающих весь исторический период развития человечества — периоды палеолита, мезолита и неолита. Железный век на территории Украины представлен Черняховской культурой, а медный век — трипольской и ямной культурами.
Что касается истоков украинской культуры, то на сегодняшний день существует несколько гипотез украинского этногенеза:* Теория «извечности» — существует столько, сколько вообще существует человек современного типа, то есть от 30-40 тыс. до 2-3 млн лет;
- Теория автохтонности (М. Грушевский), согласно которой украинскую этническую основу составляло население позднего палеолита, которое проживало на территории Украины, а русские и белорусы имели свою отдельную этническую основу и территорию проживания;
- Теория «единой колыбели» (которая была общепринятой в СССР): зарождение и развитие трёх близких славянских народов с единой древнерусской народностью;
- Теория «независимого развития отдельных восточнославянских народов», то есть украинского, русского, белорусского, получившая распространение в последнее время.[источник не указан 4029 дней]

### Культура Руси
В IX веке в Восточной Европе возникло монархическое государство Русь, центром которого стал Киев. Основой культуры Руси стала самобытная культура восточнославянских племён. На момент её возникновения в хозяйственном укладе славян давно уже преобладало земледелие, важными промыслами стали скотоводство, охота, рыболовство и бортничество. Достаточно высокого уровня достигло к X веку и ремесло — изготавливались изделия из железа и цветных металлов, развивались гончарное дело, ткачество, выделка и обработка кожи, резьба на камнях и дереве.
Рубежным событием стало принятие христианства, которое приходило на смену языческим верованиям восточнославянских племён, и было официально принято Владимиром Великим в 988 году. Принятие христианства значительно ускорило развитие письменности (некоторое время сосуществовали кириллица и глаголица), а также литературы, древние памятники которой написаны на церковнославянском языке. Важными стали влияния Византийской культуры, в частности распространился византийский стиль в архитектуре, в духовной музыке распространился знаменный распев.

### XIII—XV века
Татаро-монгольское иго середины XIII века стало причиной затяжного экономического упадка. В ряде производств наблюдалось падение или забвения сложной техники, упрощалась ремесленная промышленность. На длительное время было приостановлено строительство. Центром духовной культуры была православная церковь, которая обладателями Орды оставалась нетронутой.
С упадком Киевского и Черниговского княжеств главным центром развития украинской культуры являлось Галицко-Волынское княжество, которое находилось в более благоприятном геополитическом положении. Ситуация стала постепенно меняться с вхождением юго-западных русских земель в состав Великого княжества Литовского. В культуре становится заметным западноевропейское влияние, Его сочетание с местными традициями определило культурное содержание эпохи. Значительных высот достигли научные знания в гуманитарных областях: философии, истории. Развивались светские мотивы в литературе. Архитектура храмов приобретает черты готического стиля, распространённого в городском строительстве Европы. Продолжалось развитие различных жанров народного искусства: декоративно-прикладного, музыкального, театрального. Народное творчество обогащалось героическими, освободительными мотивами.

### XVI—XVIII века
В XVI веке продолжается стабилизация и оживление экономической жизни, рост количества городов. На Волыни и в Галичине всё шире практиковалось строительство светских сооружений не из дерева, а из камня и кирпича, в XV веке во Львове был построен водопровод.
С заключением Люблинской унии в 1569 году юго-западные «рутенские» земли оказались во власти Речи Посполитой. Позиция социальной элиты в новых условиях была неоднозначной.

Своей меценатской деятельностью[прояснить] прославились князь Константин (Василий) Острожский, князь Юрий Слуцкий, Елизавета (Галшка) Гулечивна. Однако большинство украинских феодалов, верхушка духовенства в условиях господства Речи Посполитой удалялись от национальной культуры — языка, традиций, православной веры.
В этой исторической ситуации роль духовного лидера народа взяло на себя казачество — самобытное общественное положение, которое сформировалось в XV—XVI веках. Именно казачество подхватило традицию национальной государственности, выступило защитником православной церкви и украинского языка.

### XIX век
В конце XVIII века территория Украины была разделена между Австро-Венгрией (20 % площади) и Российской (80 % площади) империями. Украинская культурная и национальная идентификация в конце XIX века формировалась в противовес общероссийской культурной идентификации и была с самого начала тесно связана с фольклорным слоем западно- и южнорусской культуры. Уважительное отношение к малороссийскому фольклору породило украинофильство, а затем — идею государственной самостоятельности Украины.

### ХХ — начало XXI века

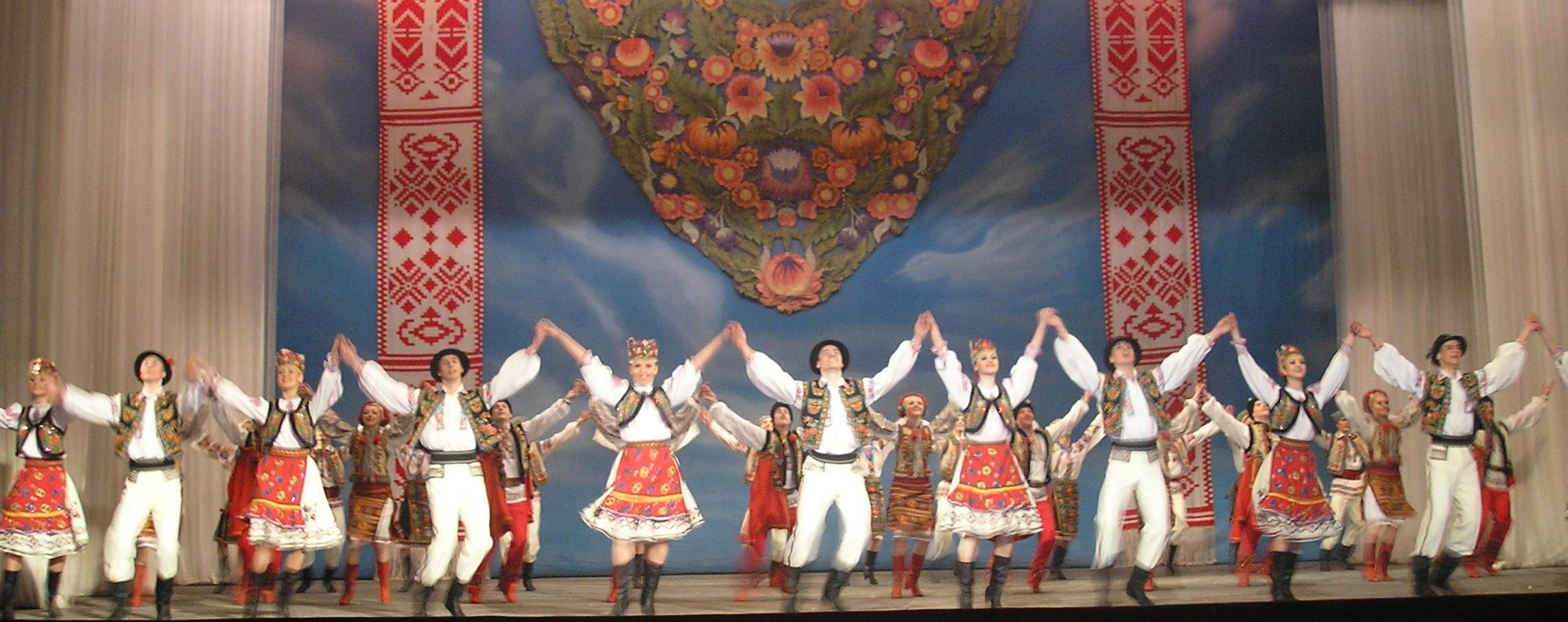
Традиционный украинский танец в исполнении ансамбля Вирского

## Искусство
Фольклор: см. Категория:Украинский фольклор
- Украинские народные сказки
- Украинская народная песня

### Изобразительное искусство
- Декоративно-прикладное искусство (см. украинская вышивка, вышиванка, рушник и пр.)

- Украинская литература
- Украинская музыка
- Украинский театр
- Кинематограф Украины

## Обычаи
- Праздники Украины